# Estadio El Alcoraz
El Alcoraz es un estadio de fútbol de Huesca, España, propiedad de la Sociedad Deportiva Huesca. Debe su nombre a la batalla de Alcoraz que tuvo lugar en sus inmediaciones hacia el año 1096. Está situado en el Camino Cocorón Alto s/n, cercano al cerro de San Jorge.

## Historia
Primeros años
Durante la temporada 1971-1972 se reestructuró la Tercera División de España pasando a formar cuatro grupos, en uno de ellos participó la Sociedad Deportiva Huesca junto a equipos de la categoría de Real Valladolid, Osasuna, Salamanca o Tenerife, lo que evocó a la junta la idea de construir un nuevo campo de fútbol para el equipo. Sería el tercer campo del Huesca tras La Cabañera y San Jorge.
Así, el 16 de enero de 1972 se inauguró El Alcoraz. La lluvia y el frío no impidieron una buena afluencia del público oscense para ver un derbi que jugó la S. D. Huesca ante el Deportivo Aragón, filial del Real Zaragoza. Tras la bendición del párroco y el saque de honor realizado por el presidente José María Mur Coronas, principal valedor del proyecto del arquitecto Raimundo Bambó Mompradé, hubo ovaciones y la primera victoria azulgrana, por 2-1.
El estadio de El Alcoraz ha vivido momentos históricos de la S. D. Huesca, como lo fue la final del Campeonato de España de Aficionados de 1974, en la que se impusieron por 3-0 al Deportivo Aragón. Posteriormente en El Alcoraz se dieron disputadas eliminatorias de la Copa del Rey durante aquellos años y numerosas fases de ascenso a Segunda B, y temporadas en las que el equipo azulgrana sería un asiduo de la categoría de bronce. 
Modernización
Posteriormente en los años 2000 se iniciaron diversos procesos de modernización del estadio. Durante esta etapa los oscenses pudieron disfrutar de un partido oficial entre selecciones nacionales, con un partido de la Selección de fútbol sub-21 de España ante Grecia, encuentro de la liguilla clasificatoria para la Eurocopa Sub-21, que finalizó con un resultado de 2-0 para los locales.
Pero fue sobre todo durante los años 2010, cuando se reestructuró el estadio pasando a ser un campo moderno por el crecimiento del club, toda vez que se hizo fuerte como conjunto de la Segunda División B y desde su debut en Segunda en 2008. En las que empezó a ser un conjunto habitual, disputando casi una década de fútbol en la categoría de plata del fútbol español.
Estadio de Primera División
Tras el ascenso histórico de la S. D. Huesca a la Primera División de España en el año 2018 se realizó un proyecto en el cual se aumentaron las localidades de 5500 a 7638. Entre sus mejoras destacan la ampliación de la Tribuna Norte, además de que se añadirá una cubierta a esta zona y se realizará un movimiento de las torres de iluminación del interior del campo al exterior de este.
Con el nuevo ascenso en la temporada 2020-21 se procede a la ampliación de la Tribuna General, que ha permitido aumentar la capacidad del estadio en 1.490 nuevas localidades, hasta alcanzar un total de 9.128 localidades.

## Anexos
| Estadísticas                                                                             | Información                                                                                  | Clubes relacionados                                                   | Infraestructura                           |
| ---------------------------------------------------------------------------------------- | -------------------------------------------------------------------------------------------- | --------------------------------------------------------------------- | ----------------------------------------- |
| - Jugadores de la Sociedad Deportiva Huesca - Goleadores de la Sociedad Deportiva Huesca | - Entrenadores de la Sociedad Deportiva Huesca - Presidentes de la Sociedad Deportiva Huesca | - Huesca Fútbol Club - Club Deportivo Huesca - Unión Deportiva Huesca | - Campo de San Jorge - Estadio El Alcoraz |